# Xã Pineville Lanagan, Quận McDonald, Missouri
Xã Pineville Lanagan (tiếng Anh: Pineville Lanagan Township) là một xã thuộc quận McDonald, tiểu bang Missouri, Hoa Kỳ. Năm 2010, dân số của xã này là 734 người.